# 잔데어
잔데어(Zande)는 콩고 민주 공화국, 남수단 등지에 분포하는 아잔데족이 사용하는 언어로, 잔데어군의 언어 중 가장 화자가 많다. 잔데어군의 명확한 계통적 분류에 대해서는 학자마다 의견이 분분하다. 자기 명칭은 '파잔데'(Pazande)이며, 링갈라어로는 '키잔데'(Kizande)라고 부른다. 화자 수의 추정치는 자료마다 크게 다르나, Koen Impens(2001)는 그 수를 70~100만 명으로 추산하였다.